# Паскалева, Катя
Катя Кирилова Паскалева (болг. Катя Кирилова Паскалева; 18 сентября 1945 — 23 июля 2002) — болгарская актриса театра и кино; Заслуженная артистка НРБ (1974).

## Биография
Родилась 18 сентября 1945 года в городе Петрич, Болгария.
В 1967 году окончила Национальную академию театрального искусства «Кръстьо Сарафов». Обучалась в актёрском классе Методи Андонова, у которого позже сыграла главную роль в фильме «Козий рог».
Много снималась в болгарском кино. Также работала в драматических театрах Болгарии — в Толбухине (ныне — Добрич), Пазарджике, Пловдиве, Софии. С 1985 года Паскалева — актриса Государственного театра сатиры им. Алеко Константинова. 
Была членом Союза болгарских кинематографистов, награждена различными премиями и наградами.
Умерла 23 июля 2002 года в Софии от рака горла, причиной которого стало многолетнее курение.